# Claudio Fragata
Claudio Fragata (Marília, 25 de novembro de 1952) é escritor de livros infantis e juvenis, jornalista e professor de escrita criativa brasileiro. Ganhador do 56º Prêmio Jabuti 2014 com o livro Alfabeto Escalafobético.

## Vida profissional
Formado em jornalismo pela FAAP (Fundação Armando Álvares Penteado), em 1977, ainda na faculdade escreveu roteiros para o fanzine Boca, que durou apenas duas edições.
Começou a carreira de jornalista como estagiário do Jornal da Tarde, em 1971. Passou por importantes veículos da imprensa, como as revistas Globo Ciência, Galileu (revista) e Gula (revista), além de fazer colaborações eventuais em Raça, Crescer, Focinhos, Chiques e Famosos e outros veículos.[carece de fontes?]
Na Divisão Infantil e Juvenil da Editora Globo, nos anos de 1980, aproximou-se do público jovem, organizando e editando a coleção Manuais da Turma da Mônica, de Mauricio de Sousa, na qual incluiu poemas de autores consagrados, como Carlos Drummond de Andrade, Cecília Meireles e Vinícius de Moraes.[carece de fontes?]
Em 2000, trabalhando como editor da revista Recreio (revista), da Editora Abril, publicou dezenas de contos e poemas que fizeram sucesso junto às crianças, ganharam elogios da escritora Tatiana Belinky e chamaram a atenção da diretora editorial do Grupo Editorial Record, Luciana Villas-Boas, que o convidou a publicar seu primeiro livro, As filhas da gata de Alice moram aqui.[carece de fontes?]
Atualmente, dedica-se apenas à literatura, escrevendo livros e dando aulas e coaching literário na Oficina de Escrita Criativa, em São Paulo. Atua também como ghost-writer de celebridades. Em 2014, foi vencedor do 56º Prêmio Jabuti na categoria Didáticos e Paradidáticos com Alfabeto Escalafobético, livro elaborado em parceria com a designer Raquel Matsushita e publicado pela Jujuba Editora.[carece de fontes?]

## Obras

### Livros infantis e para jovens
- As Filhas da Gata de Alice Moram Aqui (Editora Record, 2004),
- A Princesinha Boca-suja (Editora Scipione, 2005),
- Balaio de Bichos (Editora DCL, 2005),
- O Voo Supersônico da Galinha Galateia (Editora Record, 2005),
- Seis Tombos e um Pulinho – As aventuras de Santos-Dumont até inventar o 14-Bis (Editora Record, 2006),
- Zé Perri – A passagem do Pequeno Príncipe pelo Brasil (Galera Record, 2009) (finalista do Prêmio João de Barro),
- Adorada (Editora FTD, 2010),
- Jura? (Editora DCL, 2011),
- Uma História Bruxólica (Editora Globo, 2012),
- Histórias Mal Contadas (Sesi-SP Editora, 2013),
- Alfabeto Escalafobético – Um abecedário poético (Editora Jujuba, 2013) (Prêmio Jabuti 2014),
- Paca, Tatu... Cutia, Sim! (Elo Editora, 2020),
- Um Sonho Cor de Verde (Elo Editora, 2020),
- O Para Sempre de Pedrina e Tunico (Galera Record, 2015),
- O tupi que você fala (Editora Globo, 2015),
- PALMAS PARA PICOLINA! (Sesi-SP, 2016),
- JOÃO, JOÃOZINHO, JOÃOZITO, o menino encantado (Galera Record, 2016),
- O SOL SE PÕE NA TINTURARIA YAMADA (Editora Pulo do Gato, 2017),

Traduções e adaptações
- Cyrano de Bergerac, Edmond Rostand, Editora Scipione, 2011, Cárcamo
- Viagem ao Centro da Terra, Julio Verne, Editora FTD, 2013, Laurent Cardon
- Zero Para Que Te Quero, Gianni Rodari, Editora FTD, 2014, Elena Del Vento
- Isca, Faísca!, Christine Naumann-Villemin, Editora FTD, 2016, Christine Davenier
- Jorge Loredo - O Perigote do Brasil (Coleção Aplauso), Inprensa Oficial, Rubens Ewald Filho, 2009
- Carmem Verônica - O Riso com Glamour (Coleção Aplauso), Imprensa Oficial, Rubens Ewald Filho, 2009

Antologias
- O Brasil de todos nós (Parceria com a Fundação Cargill), Editora DCL, Silvana Salerno, 2008
- Era uma vez para sempre, Editora Terracota, Marcelo Maluf, 2009
- A vida é logo aqui, Sesi-SP Editora, Luiz Brás